# Oakley (Utah)
Oakley es una ciudad del condado de Summit, estado de Utah, Estados Unidos. Según el censo de 2000 la población era de 948 habitantes.

## Geografía
Oakley se encuentra en las coordenadas 40°43′7″N 111°17′16″O / 40.71861, -111.28778.
Según la oficina del censo de Estados Unidos, la ciudad tiene una superficie total de 16,3 km². No tiene superficie cubierta de agua.